# Peltophryne gundlachi
Peltophryne gundlachi är en groddjursart som först beskrevs av Ruibal 1959.  Peltophryne gundlachi ingår i släktet Peltophryne och familjen paddor. IUCN kategoriserar arten globalt som sårbar. Inga underarter finns listade i Catalogue of Life.